# RWD莫倫比克 (2015年)
RWD莫倫比克（Racing White Daring Molenbeek，又被稱為RWD Molenbeek，簡稱為RWDM），是位於比利時布鲁塞尔首都大区圣扬斯-莫伦贝克的職業足球俱樂部。該俱樂部目前參加2023-24年賽季比利時職業聯賽，此前他們在2022-23年賽季比利時挑戰者職業聯賽奪冠後獲得升級。

## 歷史
球會成立於1951年，當時名為Standard Wetteren。2015年，Standard Wetteren解散並與另一個球會合併，將註冊號碼賣給希望恢復前身RWDM的人，球會在2002年解散時擁有註冊號碼47。因此，新球會被命名為RWDM47，之後球隊迅速在各級聯賽中崛起，連續兩次晉升從第五級到第三級。2021年12月，球會宣布被美國商人約翰·泰克斯特（John Textor）收購，他還持有英格蘭球隊水晶宫、巴西球隊保地花高和法國球隊里昂的股份。
RWD莫倫比克的青訓學院被認為是比利時全國最優質之一，包括比利時國家隊成員阿德南·贾努扎伊和米查·巴舒亞伊都出自這裡。
2023年5月13日，RWD莫倫比克以1-0優勢擊敗RSCA Futures贏得比利時挑戰者職業聯賽冠軍，確保晉級至比利時職業聯賽，米卡埃爾·比龍（Mickaël Biron）攻入決勝球。

## 榮譽
- 比利時挑戰者職業聯賽《第二級》
  - 冠軍（1）：2022–23

## 外部連結
- （法語和荷蘭語） 官方網站 Archive.today的存檔，存档日期2015-07-01